# 池田治政
池田 治政（いけだ はるまさ）は、備前岡山藩5代藩主。岡山藩池田家宗家7代。

## 生涯
寛延3年（1750年）1月10日、第4代藩主・池田宗政の長男として生まれる。母は黒田継高の娘、藤子。幼名は新重郎、のち初名の敏政（としまさ）を名乗る。明和元年（1764年）、父の死去により家督を継ぎ、同年のうちに元服、将軍徳川家治より偏諱を受けて治政に改名する。この当時15歳で、決して幼少というほどの年齢でもないが、初めはまだ存命し隠居中であった祖父の池田継政から政務についてある程度の補佐を受けていたものと思われる。
藩主としては有能にして剛毅果断で、老中となった松平定信が寛政の改革で倹約令を出したときにもこれに従わず、放漫財政を展開したという。文人としても優秀で、絵画や俳諧に様々な作品を残している。また、この関係からこの頃には衰退していた閑谷学校を再興している。
寛政6年（1794年）3月8日、長男の斉政に家督を譲って隠居する。文化4年（1807年）に剃髪して一心斎と号した。
文政元年（1818年）12月19日に死去した。享年69。墓所は岡山県岡山市中区円山の曹源寺。

## 人物・逸話
- 治政は老中・松平定信が行なった、倹約や統制を主とした寛政の改革に反対し、豪勢な大名行列を編成して江戸に参勤した。このため、江戸市民は「越中（定信の官位）が越されぬ山が二つある。京で中山（中山愛親）、備前岡山（治政のこと）」という落首を詠んだという。治政は定信失脚後の翌年に45歳で隠居しているが、これは定信の後継者として幕政を主導していた松平信明の報復を受けたためとされている。
- 隠居後は、島津重豪（薩摩藩隠居）や徳川治済（一橋徳川家隠居）らと交流があった。
- 天明4年（1784年）、盗賊田舎小僧新助が岡山藩邸に忍び込んだ際、寝所で寝ていた治政に発見された。治政は家臣も呼ばず、自ら鉄の鞭を振るって追い回し、新助は夜闇に紛れて辛うじて逃げ延びた。翌年に捕えられた新助は、この時ほど慌てたことも恐ろしかったこともないと供述している[2]。

## 系譜
- 父：池田宗政（1727年 - 1764年）
- 母：藤子 - 宝源院、黒田継高の長女
- 正室：米姫 - 鳳台院、酒井忠恭の娘
  - 次男：池田斉政（1773年 - 1833年）
  - 三男：池田政芳
  - 四女：富子（早世）
- 側室：瀬川 - 柏原庸郷の娘
  - 長男：池田政恭（1772年 - 1827年） - 池田政房の死後に内密で身代わりとなったため[1]、公式には存在が記録されていない。
- 側室：筆野（上田氏）
  - 長女：園子（早世）
  - 次女：延子（早世）
  - 五男：堀直温（1781年 - 1812年） - 堀直起の婿養子
  - 三女：繁子（早世）
  - 五女：晴姫 - 松平頼儀継室
  - 六女：兼子 - 瑞松院、池田政養正室
  - 七女：佐野茂好正室
- 側室：道 - 鳥井助十郎の娘
  - 四男（早世）

## 池田治政が登場する作品
- つらつらわらじ （作中の「熊田治隆」のモデルが治政）

## ギャラリー

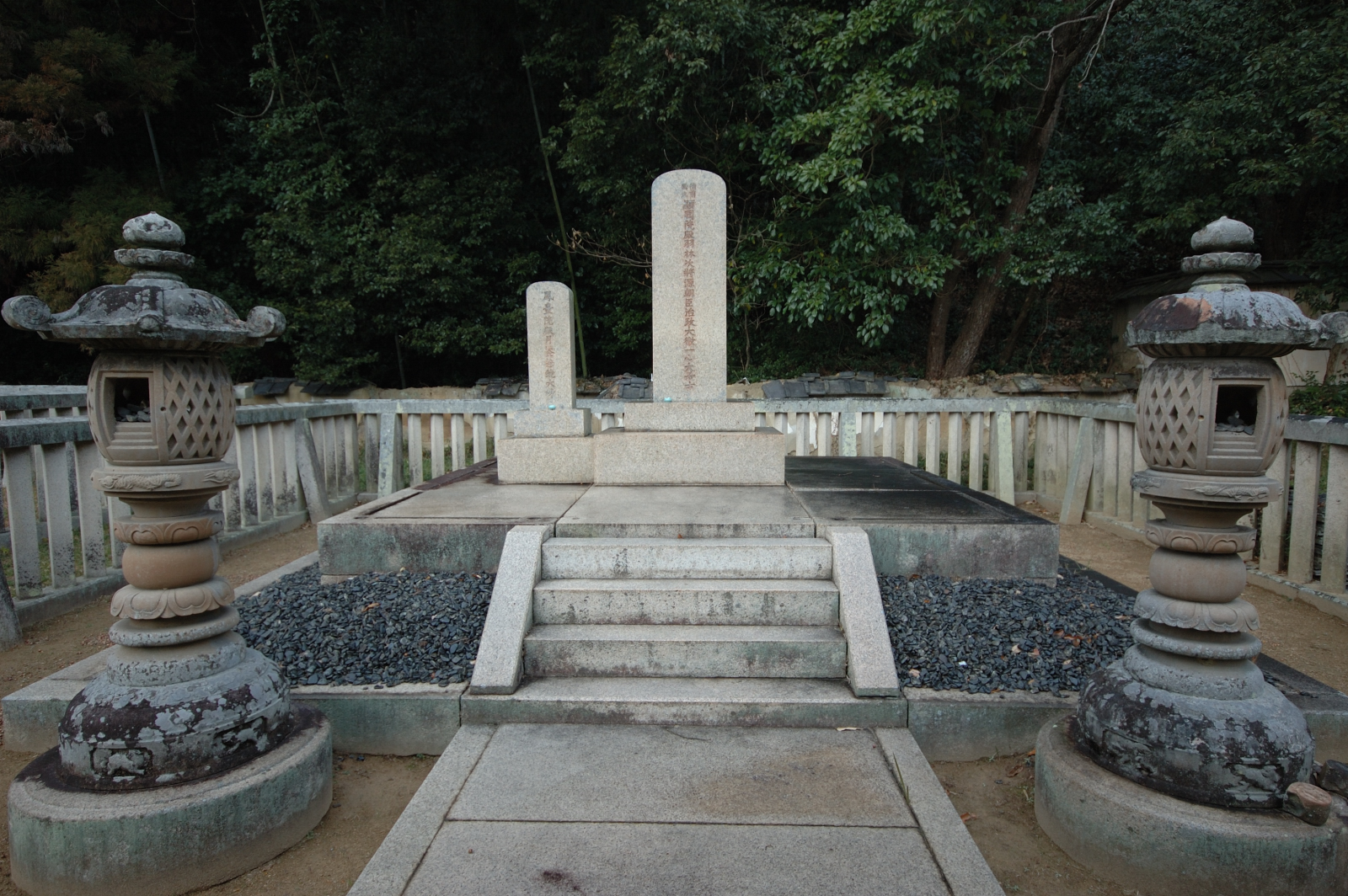
曹源寺の治政夫妻の墓。右が治政の墓。